# Sin ton ni Sonia
Sin ton ni Sonia és una pel·lícula mexicana còmica de 2003 dirigida per Hari Sama. És la'opera prima de Sama, a més del debut cinematogràfic de Cecilia Suárez i Mariana Gajá, els qui han desenvolupat la major part de les seves carreres en teatre i televisió.

## Sinopsi
Orlando és un director de doblatges de sèries de televisió un xic neuròtic, mentre que la seva parella Sonia cerca la pau interior. Com que Orlando és incapaç de desxifrar la complicitat del llenguatge de la vida en parella, ha saltat de parella en parella perquès és incapaç d'estar sol alhora que descarrega les seves frustracions sobre els seus companys de feina. D'altra banda, mentre que Mauricio alhora estima i menysprea Renée, aquesta l'abandona cansada que aquest prefereixi el ciberespai. Orlando, alhora, té interès emocional en Renée i segueix la pista de l'anciana infermera Mamá Rosa, assassina en sèrie dedicada a destruir parelles felices.

## Repartiment
- Cecilia Suárez com Renée.
- José María Yazpik com Mauricio.
- Juan Manuel Bernal com Orlando.
- Tara Parra com Mamá Rosa.
- Mariana Gaja com Sonia.
- René García com Javier.
- Alejandra Bogue com La Cuerva.
- Luis Couturier com Potro.
- Úrsula Pruneda com Catherine

## Recepció i premis
Fou presentada al Festival Internacional de Cinema de Sant Sebastià 2003 i va obtenir el premi del públic al Festival Internacional de Cinema de Guadalajara. En la XLVI edició dels Premis Ariel Silverio Palacios fou nominat a millor actor de repartiment,